# アナドル (揚陸艦)
アナドル（TCG Anadolu, L-400）は、トルコ海軍の強襲揚陸艦（LHD）であり、V/STOL機軽空母として運用が可能である。トルコの陸地の大部分を占めるアナトリア半島（トルコ語：アナドル）にちなんで名付けられた。2016年4月30日にイスタンブールのセデフ造船所で建造が開始され、キールは2018年2月7日に敷設され 、2023年4月10日就役。本艦は、長距離、長距離の軍事戦闘または人道的救援活動など、トルコ軍のさまざまなニーズと要件を満たすことを目的としており、トルコ海軍のコマンドセンターおよび旗艦としても活用する。

## 設計
本艦はスペイン海軍の「フアン・カルロス1世」に準じた設計を採用しており、同艦を建造した同国のナバンティアは、本艦の設計と開発のために、トルコのセデフ造船所に設計、技術移転、設備、技術支援を提供することになった。
最終設計の寸法は全長231メートル (757 ft 10 in)、全幅 32メートル (105 ft 0 in)、 吃水6.8メートル (22 ft 4 in)、および全高58メートル (190 ft 3 in)であり排水量は、「軽空母」ミッション構成で24,660トンになる。または「揚陸艦」ミッション構成で27,079トンである。最高速度は「軽空母」構成で21.5ノット (39.8 km/h; 24.7 mph)、「揚陸艦」構成で29ノット (54 km/h; 33 mph) である。その最大航続距離は9,000海里 (17,000 km; 10,000 mi)の予定である。
ARAS-2023ダイバー探知ソナー（DDS）によって保護され、乗組員は261人（士官30人、下士官49人、水兵長59人、水兵123人）で構成される。

## 能力

### 航空運用機能
当初の計画によれば、トルコ海軍は、ヘリコプターのみの使用に最適化されるように、正面にスキージャンプ勾配のないわずかに短い飛行甲板を望んでいた。しかしトルコ海軍は後に計画を変更し、STOVL運用に対応したF-35B戦闘機の購入を決定した後、スキージャンプを前端部に備えた飛行甲板を選択した。トルコは、統合打撃戦闘機計画（JSF）のレベル3パートナーであり、トルコ空軍は、 F-35A CTOLバージョンを入手する予定だった。しかし、トルコがロシアからS-400ミサイルシステムを購入したことで、米国上院が戦闘機のトルコへの輸出を阻止、CAATSA制裁の対象となった。 F-35Bの代わりに、短期的にはトルコ海軍はバイラクタル TB3などの国産UCAVを運用することになる。
公式仕様によると、TCGアナドルは「軽空母」構成で最大10機のF-35B（トルコが将来航空機を購入する場合）と12機の中型ヘリコプターを運用可能な予定である。
船は5,440 m2 (58,600 sq ft)の飛行甲板と990 m2 (10,700 sq ft) の格納庫を有し、中型ヘリコプター12機またはCH-47F大型輸送ヘリコプター8機を収容できる。格納庫と軽貨物ガレージをあわせると、船は最大25機の中型ヘリコプターを運ぶことができる 。または、船は最大10機のF-35B STOVL戦闘機と12機の中型ヘリコプターを搭載でき 、船の飛行甲板にさらに6機のヘリコプターを収容することもできる。
本艦には、GENESIS-ADVENTと名付けられたトルコの戦闘管理システムが導入され、これはAselsanとHavelsanによって統合されることになっている航空機の全天候での着陸は、レオナルドSPN-720精密進入レーダーによって支援される。

### 輸送揚陸機能
本艦は1,880 m2 (20,200 sq ft)の TEUコンテナおよび27台の水陸両用攻撃車両（AAV）用の軽貨物ガレージを有する。1,165 m2 (12,540 sq ft) のドックは、4隻の機動揚陸艇（LCM）または2隻のエア・クッション型揚陸艇（LCAC）、または2隻のLCVPを収容できる。1,410 m2 (15,200 sq ft) の重物料用ガレージは、29の主力戦車（MBT）、水陸両用攻撃車両、およびTEUコンテナを収容できる。

## 艦歴

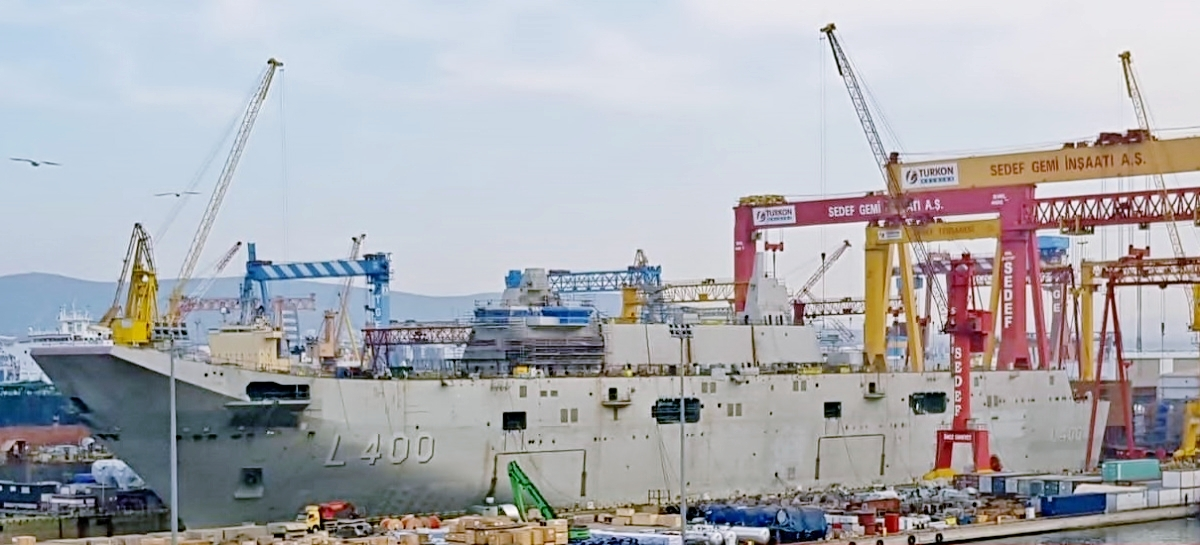
2020年1月9日、イスタンブールのセデフ造船所で建設中の「アナドル

2013年12月、トルコのLPD/LHDプログラムの費用は当初3億7500万ユーロ（5億ドル）と見積もられていた。船の建造に関する最終契約は、2015年5月7日にNavantia-Sedefコンソーシアムと締結された。船の兵装はすべて、トルコの企業アセルサンとハヴェルサンによって調達される。船の試運転は2021年に予定されており 、最終仕様による船のコストは2015年に10億ドルと推定された。
建造は、2016年4月30日にイスタンブールのSedefShipbuildingInc.の造船所で開始された。2019年4月29日の夕方、乾ドックで船の前方の小さな場所で火災が発生したが、火災はすぐに消火され、コーティング塗料の小さな損傷（煙と炎の汚れ）にとどまった。損傷はその後塗り直し、修復された。2月27日、「アナドル」は正式に海上公試を開始した。
アナドルは2023年4月10日に就役した。就役式典時、甲板には複数のバイラクタルTB3が並んでいた。
2024年11月19日、バイラクタルTB3の発着艦試験を初実施し、成功した。
2025年5月に行われた「Denizkurdu-II 2025」演習では、初めてバイラクタルTB3が戦闘任務に使用された。この演習では、MAN-L誘導爆弾で武装したバイラクタルTB3無人攻撃機が発艦、地上攻撃、着艦を成功させている。

### 同型艦
「トラキア」（TCG Trakya）という名前の姉妹船の建造が、トルコ海軍によって計画されている 。Trakyaはトルコ語でトラキア地域を指す。